# Ögonblick och vågor
Ögonblick och vågor är en diktsamling av Artur Lundkvist utgiven 1962.
Boken är en av Lundkvists mest personliga diktsamlingar, men rymmer också politiska dikter och reflektioner över omvärlden och samtiden. Ögonblick och vågor har karakteriserats som "en av Lundkvists både formellt och innehållsligt bästa diktsamlingar".